# Katastrofa górnicza w Montcoal
Katastrofa górnicza w Montcoal – miała miejsce 5 kwietnia 2010 roku w kopalni Upper Big Branch w Montcoal, w hrabstwie Raleigh, w stanie Wirginia Zachodnia, w Stanach Zjednoczonych.
W wyniku wybuchu metanu śmierć poniosło 29 górników, rannych zostało ponad 21. Początkowo za zaginionych uznawano 4 górników, jednak po kilku dniach potwierdzono ich zgon.
Wybuch, najprawdopodobniej nagromadzonego metanu zniszczył wszystkie systemy łączności w kopalni.